# She Don't Know Me
She Don't Know Me är en låt av det amerikanska hårdrocksbandet Bon Jovi från deras första album Bon Jovi, 1984. Låten släpptes som andra singel från albumet 1984 och tog sig till en 48# på Billboard Hot 100. 
Den är välkänd som den enda låten Bon Jovi någonsin släppt som inte är skriven av någon medlem i bandet. Låten är skriven av den amerikanska låt skrivaren Mark Avsec. 
1980 skrev och producerade Mark Avsec discobandet LaFlavours första platta. Senare signades Bon Jovi till samma skivbolag, Polygram, som LaFlavours. När Mark Avsec höll på att skriva en uppföljare åt LaFlavours ändrade bandet namn till Fair Warning och skrotade deras disco stämpel. 
Samtidigt höll Polygram på att förbereda inför Bon Jovis debut platta. Ett beslut togs då att ta med "She Don't Know Me" på Bon Jovis platta istället för på Fair Warning. Skivbolaget tyckte att låten skulle bli en bra singel. 
Låten spelades live mellan 1984 och 1985 men har aldrig spelats sen dess. På låten brukade Tico Torres spela ett trumsolo vilket gjort låten över åtta minuter lång. Ingen i Bon Jovi är särskilt förtjust i låten och när Tico Torres fick frågan om bandet tänkte spela gammalt material igen 2007 så svarade han att om det fanns en låt bandet aldrig skulle spela igen så var det "She Don't Know Me."